# Seznam ameriških dramatikov
Seznam ameriških dramatikov.

## A
Kathy Acker -
Mercedes de Acosta -
George Ade -
Edward Albee -

## B
Amiri Baraka - David Belasco - Frances Hodgson Burnett -

## C
Truman Capote - Paddy Chayefsky - Lyn Coffin - E. E. Cummings -

## E
Nelsan Ellis -

## G
Jack Gelber - Paul Goodman - Angelina Weld Grimké -

## H
Lorraine Hansberry

## I
Jean-Claude van Itallie

## K
George S. Kaufman - Joseph Kesselring - Sidney Kingsley - Arthur Kopit - Norman Krasna - Tony Kushner

## L
Tracy Letts - Anita Loos -

## M
Albert Maltz - David Mamet - Loring Mandel -
Deb Margolin -
Michael McClure -
Arthur Miller -

## N
N. Richard Nash -

## O
Eugene O'Neill - Paul Osborn -

## P
Abraham Polonsky

## R
Ishmael Reed -
Elmer Rice -

## S
George Seaton -
Ntozake Shange -
Irwin Shaw -
Sam Shepard - 
Neil Simon -
James Still -

## W
Tennessee Williams - Thornthon Wilder - Lanford Wilson - Robert Wilson (režiser, dramatik...) 

## Z
Billy Van Zandt -